# Ландузи-ла-Кур
Ландузи-ла-Кур (фр. Landouzy-la-Cour) — коммуна во Франции, находится в регионе Пикардия. Департамент коммуны — Эна. Входит в состав кантона Вервен. Округ коммуны — Вервен.
Код INSEE коммуны — 02404.

## Население
Население коммуны на 2010 год составляло 167 человек.
| 1962 | 1968 | 1975 | 1982 | 1990 | 1999 | 2010 |
| ---- | ---- | ---- | ---- | ---- | ---- | ---- |
| 250  | 219  | 187  | 169  | 194  | 173  | 167  |

## Экономика
В 2010 году среди 111 человек трудоспособного возраста (15—64 лет) 85 были экономически активными, 26 — неактивными (показатель активности — 76,6 %, в 1999 году было 67,5 %). Из 85 активных жителей работали 77 человек (42 мужчины и 35 женщин), безработных было 8 (4 мужчины и 4 женщины). Среди 26 неактивных 4 человека были учениками или студентами, 11 — пенсионерами, 11 были неактивными по другим причинам.